# Grenzgipfel
Der Grenzgipfel ist eine 4617 m ü. M. hohe, wenig eigenständige Gratzacke auf der Grenze zwischen Italien und der Schweiz. Er ist Teil der Dufourspitze und liegt auf dem Grenzkamm zwischen dem Silbersattel (4519 m ü. M.) im Norden und dem Grenzsattel (4451 m ü. M.) im Südosten, wo sich der Südostgrat auf die Dufourspitze mehr nach Westen wendet und vom Grenzkamm abzweigt.
Der Grenzgipfel wird meistens von Zermatt her bzw. von der Station Rotenboden der Gornergratbahn aus über die Monte-Rosa-Hütte angegangen. Er wird selten als eigenständiges Ziel erstiegen, sondern auf dem Weg zum Hauptgipfel der Dufourspitze überschritten, vor allem auch von den italienischen Hütten Capanna Regina Margherita oder von der Gnifettihütte. Der Grenzgipfel bildet auch den Abschluss der Durchsteigung durch die Monte-Rosa-Ostwand (Ostwand von Macugnaga).